# Meine Frau, unsere Kinder und ich
Meine Frau, unsere Kinder und ich (Originaltitel: Little Fockers) ist die Fortsetzung der romantischen Filmkomödien Meine Braut, ihr Vater und ich (2000) und Meine Frau, ihre Schwiegereltern und ich (2005). Die Hauptrollen spielen erneut Ben Stiller und Robert De Niro, Dustin Hoffman und Barbra Streisand. Regie führte nicht, wie in den beiden ersten Teilen, Jay Roach, sondern Paul Weitz. Der Film lief am 23. Dezember 2010 in den deutschen Kinos an.

## Handlung
Meine Frau, unsere Kinder und ich setzt fünf Jahre nach dem Ende des Films Meine Frau, ihre Schwiegereltern und ich ein. Gaylord (Greg) Focker und Pamela sind inzwischen verheiratet und Eltern der fünfjährigen Zwillinge Henry und Samantha, die kurz vor der Einschulung stehen. Die Familie möchte demnächst in ihr eigenes Haus ziehen, dessen Renovierung sich aber verzögert. Greg ist inzwischen Pflegeleiter der Chirurgie und lernt hierbei die attraktive Pharmavertreterin Andi Garcia kennen, die ihn für die Kampagne ihres Erektionsmittels anwerben möchte. Pamelas Vater Jack erklärt seinem Schwiegersohn Greg am Telefon, er wolle ihn zum zukünftigen Familienoberhaupt machen, da sein anderer Schwiegersohn sich von seiner Tochter scheiden lasse und es ihm selbst gesundheitlich nicht mehr gut gehe. Gregs Mutter Roz hat inzwischen eine eigene Fernsehsendung, in der sie Tipps für ein befriedigendes Sexualleben gibt, und sein Vater Bernie weilt in Spanien, um Flamenco zu lernen.
Zum Geburtstag der Zwillinge reisen zunächst Gregs Schwiegereltern Dina und Jack sowie später auch seine eigenen Eltern an. Zudem taucht Pams Ex-Verlobter Kevin auf, der soeben von seiner russischen Freundin verlassen worden ist und sich versehentlich Pams Gesicht auf den Rücken tätowieren ließ. Schon bald ist Greg genervt von den Ratschlägen des Ex-CIA-Agenten Jack, der andere Vorstellungen von Kindererziehung hat als er und der sich sicher ist, dass Greg und Pam Probleme im Bett haben. Als Greg den Nebenjob bei der Arzneimittelfirma annimmt, um an Geld für eine Privatschule für die Zwillinge zu kommen, kehrt Jacks altes Misstrauen Greg gegenüber wieder zurück. Er spioniert Greg hinterher, probiert das Erektionsmittel aus und muss von Greg mittels einer Adrenalin-Injektion von einer Dauererektion befreit werden. Als Jack im Internet nach Andi Garcia sucht, entdeckt er ein Foto, auf dem Greg von Andi auf die Wange geküsst wird. Daraufhin versucht er, Pam zu überreden, Greg zu verlassen und mit Kevin zusammenzukommen. Auf der Geburtstagsparty der Zwillinge, die wegen der andauernden Renovierung auf dem Besitz von Kevin stattfindet, kommt es schließlich zum Eklat. Nach einer Schlägerei mit Greg erleidet Jack einen Herzinfarkt, den er aber dank Gregs Eingreifen gut übersteht. Greg kann Jack schließlich überzeugen, keine Affäre mit Andi zu haben. In der letzten Szene sieht man die ganze Familie an Weihnachten, als beide Eltern erklären, in die Nachbarschaft ziehen zu wollen, sehr zum Entsetzen von Greg und Pamela.
Im Nachspann sieht sich Jack ein Video von Greg auf YouTube an.

## Produktion
Der Film sollte in den USA ursprünglich am 30. Juli 2010 anlaufen, dies widerrief man im Januar 2010 und teilte mit, dass der Film am langen Weihnachtswochenende, am 22. Dezember 2010, in die Kinos kommen wird.
Der Film ist, wie bei den beiden Vorgängern, eine Koproduktion von Universal Pictures, DreamWorks SKG (als DW Studio), Tribeca Productions und Everyman Pictures. Diesmal wirkten die beiden Firmen Paramount Pictures und Relativity Media bei der Produktion mit.
Die Kinoverleihrechte für die USA teilen sich abermals Universal und DreamWorks. Sie werden über das Gemeinschaftsunternehmen United International Pictures in anderen Länder übertragen.
Als Drehorte wählte man die Städte Chicago, Los Angeles und Long Beach aus. Im Chicago Hilton & Towers, einem Luxushotel in Chicago Loop, sowie im Los Angeles Athletic Club in Downtown Los Angeles entstanden Außen- und Innenaufnahmen.

## Kinostarts
Am 22. Dezember 2010 lief der Film in Belgien, Kanada, Ägypten, Frankreich, Niederlande, Neuseeland, Norwegen, Spanien, England und in den USA an.
Einen Tag später kam der Film in Kroatien, Estland, Deutschland, Griechenland, Ungarn, Malaysia, Portugal, Serbien und Singapur in die Kinos. Am 25. Dezember 2010 lief der Film in Dänemark an, tags darauf in Island.

## Kritiken
Die Filmzeitschrift Cinema lobt vor allem das Zusammenspiel zwischen Robert De Niro und Ben Stiller. Sie kritisiert zwar, dass der Film nichts Neues biete, betont jedoch, dass er dennoch humorvoll sei:

„Wie schon in den beiden Vorgängerfilmen sorgt auch im dritten Teil das Zusammenspiel des zweifachen Oscarpreisträgers Robert De Niro und Kalauerspezialist Ben Stiller für die meisten Lacher. [...] Da stört es wenig, dass Paul Weitz seine Familienfarce mit den üblichen vorhersehbaren Storywendungen gespickt hat und man viele Gagvarianten bereits aus den früheren Filmen kennt. Fazit: Leichte Familienkost, die aus Altbewährtem nichts Neues, aber viel Lustiges macht.“

Ähnlich urteilt Filmstarts. Auch sie stellen fest, dass der Film zwar den beiden Vorgängern sehr ähnlich sei, aber dennoch über weite Strecken die Erwartungen erfülle:

„[...]„Meine Frau, unsere Kinder und ich“ bietet einmal mehr die bewährten Zutaten: sympathische Charaktere, spielfreudige Stars und einige urkomische Momente. Nach einem recht schwachen Anfang kann das Niveau der Vorgänger über weite Strecken gehalten werden.“

Der Filmdienst bescheinigt dem Film, dass er funktioniere, aber keine harmlose Familienunterhaltung sei:

„Mit deftiger Körperkomik durchsetzt, verlässt sich der Film auf Dialogwitz und eine satirische Erdung, die selbst abstruse Entwicklungen trägt. Das spielfreudige Star-Ensemble sorgt dafür, dass die Komödie, die angesichts ihres subversiv-frechen Tons keine harmlose Familienunterhaltung ist, weitgehend funktioniert.“

## Trivia
- Dustin Hoffman musste für diesen Teil erst überzeugt werden, da er das Drehbuch nicht gut fand.[7]
- Der Film wurde für die Goldene Himbeere 2011 in der Kategorie Schlechtestes Drehbuch nominiert. Jessica Alba erhielt die Goldene Himbeere 2011 in der Kategorie Schlechteste Nebendarstellerin unter anderem für ihre Rolle in diesem Film. Auch Barbra Streisand war in dieser Kategorie nominiert.